# Statično ravnovesje
Státično ravnovésje ali mehánsko ravnovésje je stanje sistema, v katerem pod vplivom zunanjih sil sistem kot celota miruje, ob tem pa se ne gibljejo niti posamezni sklopi sistema sorazmerno eden na drugega. Skladno z 1. Newtonovim zakonom lahko pogoj za statično ravnovesje izrazimo tudi z zahtevo, da je rezultanta vseh zunanjih sil ter vseh zunanjih navorov na sistem enaka nič. Iz pogoja za ravnovesje sil lahko izračunamo fizikalne količine, kot so napetost ali tlak.